# The Monsterican Dream
《The Monsterican Dream》是芬蘭搖滾樂團妖怪樂團的第二張錄音室專輯，發行於2004年4月14日。《The Monsterican Dream》收錄了〈My Heaven Is Your Hell〉、〈Blood Red Sandman〉等單曲。